# Huérmeces del Cerro
Huérmeces del Cerro település Spanyolországban, Guadalajara tartományban. Huérmeces del Cerro Sigüenza, Viana de Jadraque és Santiuste községekkel határos. Lakosainak száma 42 fő (2024).

## Népesség
A település népessége az utóbbi években az alábbiak szerint változott:
| Lakosok száma | 57   | 53   | 49   | 45   | 62   | 45   | 39   | 42   | 41   | 42   |
|               | 2001 | 2004 | 2006 | 2009 | 2011 | 2014 | 2016 | 2019 | 2021 | 2024 |